# 第4独立自動車化狙撃旅団
第4独立自動車化狙撃旅団（だい4どくりつじどうしゃかそげきりょだん、ロシア語: 4-я отдельная мотоснайперская бригада）とは、ロシア陸軍の旅団の一つ。第3親衛諸兵科連合軍隷下。

## 歴史
- 2014年：ルガンスク人民共和国（LPR）のコールサイン「バイソン」を持つ人物の積極的な主導により創設[1]。
- 2023年5月：バフムトの戦いの最中にて旅団指揮官ヴャチェスラフ・マカロフ大佐と軍事政治活動軍団副指揮官エフゲニー・ブロフコ大佐が戦死した[2]。